# Romanus (Exarch)
Romanus war ein oströmischer Patricius und Exarch von Ravenna von 589/590 bis 595/597.
Romanus folgte Smaragdus im Exarchat 589/590. Die Schismatiker behaupteten in einem Brief, den sie Anfang 591 an den Kaiser richteten, die günstige Lage in Italien sei ein Verdienst des Romanus. Und auch aus zwei Briefen des Romanus selbst weiß man, dass er den seit Anfang 590 in Verbindung mit den Frankenkönig Childebert II. gegen die Langobarden ausgeführten Angriff geleitet hat, durch den die Byzantiner den größten Teil des östlichen Oberitalien mit den Städten Altinum im Norden, Modena und Mantua im Nordwesten, wiedergewannen. Die Erfolge des Romanus waren begünstigt nicht nur durch die Rebellion einiger Langobardenherzöge (Parma, Reggio, Piacenza und Friaul), sondern auch durch die Lage im Osten, wo die Byzantiner seit dem Jahr 591 mit den Sassaniden in Frieden lebten und nur noch gegen die Völkerschaften im Norden des Balkans Kämpfe zu bestehen hatten. Nun wurde offenbar der größte Wert darauf gelegt, einerseits das um Ravenna, den Mittelpunkt der byzantinischen Herrschaft in Italien, liegende Gebiet als Operationsbasis zu behaupten, anderseits die Verbindung mit Illyrien auf dem Festland ungefährdet zu lassen.
Infolgedessen musste Romanus den Süden und Westen Italiens vernachlässigen, so dass Rom fortwährend in Not war. Und da das energische Vorgehen gegen die Langobarden notwendig Nachgiebigkeit gegenüber den schismatischen Bischöfen mit sich brachte, deren Unterstützung der Kaiser und sein Exarch nicht entbehren wollten, entstand ein natürlicher Gegensatz zwischen den Exarchen und dem Papst Gregor I. Der Papst, der mit den Schismatikern, den Feinden im eigenen Land, sich niemals vertragen konnte, begann selbständige Politik zu treiben, die bezweckte, der Umgebung von Rom durch Separatabkommen mit den Langobarden Ruhe zu verschaffen und sie langsam zum Katholizismus herüberzuziehen.
Durch den Feldzug der Jahre 592–593 gelang Romanus die Rückeroberung der Städte Sutrium (Sutri), Polimartium (Bomarzo), Hortas (Orte), Tuder (Todi), Ameria (Amelia), Perusia (Perugia), Luceolis (Cantiano) von den Langobarden.
Romanus verstarb im Amt, sein Nachfolger wurde Callinicus. Romanos wird zum letzten Mal im Juni 595 erwähnt und Callinicus als Exarch im Juni 597.